# Васильев, Игорь Сергеевич
И́горь Серге́евич Васи́льев (род. 20 апреля 1977) — российский легкоатлет, специалист по бегу на короткие и средние дистанции. Выступал в 1998—2004 годах, трёхкратный чемпион России в эстафете 4 × 400 метров, многократный победитель и призёр первенств всероссийского значения, участник Всемирной Универсиады в Тэгу. Представлял Санкт-Петербург и физкультурно-спортивное общество «Динамо». Мастер спорта России (2000). Тренер по лёгкой атлетике и ОФП.

## Биография
Игорь Васильев родился 20 апреля 1977 года. Занимался лёгкой атлетикой с 1990 года в Санкт-Петербурге, выступал за физкультурно-спортивное общество «Динамо». Окончил Санкт-Петербургский государственный университет (2004).
Первого серьёзного успеха на всероссийском уровне добился в сезоне 1998 года, когда на чемпионате России в Москве с петербургской командой одержал победу в зачёте эстафеты 4 × 400 метров. Также стартовал здесь в беге на 800 метров, но в финал не вышел.
В 1999 году бежал 800 метров на зимнем чемпионате России в Москве, на Мемориале братьев Знаменских в Москве, занял девятое место на студенческом всероссийском первенстве и восьмое место на летнем чемпионате России в Туле.
В 2000 году в дисциплинах 400 и 800 метров выиграл серебряные медали на Кубке Санкт-Петербурга. На чемпионате России в Туле в полуфинале установил свой личный рекорд на 800-метровой дистанции на открытом стадионе — 1:49.07, а в финале финишировал седьмым.
В 2001 году в беге на 800 метров стартовал на зимнем чемпионате России в Москве, установив личный рекорд в помещении — 1:52.14, позднее занял 11-е место на Мемориале братьев Знаменских в Туле.
В 2002 году выступил на зимнем чемпионате России в Волгограде, занял шестое место в 800-метровом беге на Мемориале Знаменских в Туле, бежал 400 метров на летнем чемпионате России в Чебоксарах.
Зимой 2003 года в дисциплине 400 метров стал девятым на первенстве Москвы, с личным рекордом 47,86 победил на первенстве Вооружённых сил в Москве, принял участие в зимнем чемпионате России в Москве. Летом стартовал на Мемориале Знаменских в Туле, с личным рекордом 46,19 отметился победой на чемпионате Санкт-Петербурга, с петербургской командой выиграл эстафету 4 × 400 метров на летнем чемпионате России в Туле. Будучи студентом, представлял страну на Всемирной Универсиаде в Тэгу, где в 400-метровом беге дошёл до стадии полуфиналов, а в эстафете 4 × 400 метров выиграл серебряную медаль.
В 2004 году в беге на 400 метров занял седьмое место на всероссийских соревнованиях в Туле, 17-е место на Мемориале Владимира Куца в Москве, закрыл десятку сильнейших на Мемориале братьев Знаменских в Казани, взял бронзу на открытом первенстве Москвы. На чемпионате России в Туле показал восьмой результат в индивидуальной 400-метровой дисциплине и вновь одержал победу в эстафете 4 × 400 метров. По окончании сезона завершил спортивную карьеру.
С 2009 года работал тренером по лёгкой атлетике и общефизической подготовке в Санкт-Петербурге. Тренер-преподаватель школы-интерната № 357 «Олимпийские надежды».
В 2013 году окончил Санкт-Петербургскую академию постдипломного педагогического образования по специальности «физическая культура».